# Карл Етта Ейонг
Карл Едуар Блез Етта Ейонг (фр. Karl Edouard Blaise Etta Eyong; нар. 14 жовтня 2003) — камерунський футболіст, півзахисник іспанського клубу «Вільярреал».

## Клубна кар'єра

### «Кадіс»
Виступав за юнацьку команду «Галактік» в Камеруні, звідки в січні 2022 року перейшов до академії іспанського «Кадіса». 20 листопада 2022 року дебютував за резервну команду «Кадіс Б» в матчі Сегунди Федерасьйон проти «УКАМ Мурсія». 28 жовтня 2023 року в поєдинку проти «Сан-Роке» забив свій перший гол у кар'єрі.
19 січня 2024 року дебютував в основному складі «Кадіса» в матчі Ла-Ліги проти «Алавеса», замінивши Серхі Гвардіолу. За підсумками сезону «Кадіс» вибув до Сегунди.

### «Вільярреал»
29 серпня 2024 року перейшов до резервної команди «Вільярреала», підписавши трирічний контракт. 1 вересня дебютував за нову команду в матчі Прімери Федерасьйон проти «Реал Бетіс Б», відзначившись забитим м'ячем.
20 квітня 2025 року дебютував в основному складі «Вільярреала» в матчі Ла-Ліги проти «Реал Сосьєдада», вийшовши на заміну Єремі Піно. 10 травня 2025 року в поєдинку Ла-Ліги проти «Жирони» забив свій перший гол у професіональній кар'єрі, принісши перемогу своїй команді (1–0).

## Статистика виступів
Станом на 14 травня 2025 
| Клуб              | Сезон             | Чемпіонат           | Чемпіонат | Чемпіонат | Кубок | Кубок | Єврокубки | Єврокубки | Всього | Всього |
| Клуб              | Сезон             | Дивізіон            | Матчі     | Голи      | Матчі | Голи  | Матчі     | Голи      | Матчі  | Голи   |
| ----------------- | ----------------- | ------------------- | --------- | --------- | ----- | ----- | --------- | --------- | ------ | ------ |
| Кадіс Б           | 2022–23           | Сегунда Федерасьйон | 28        | 17        | —     | —     | —         | —         | 28     | 17     |
| Кадіс Б           | 2023–24           | Сегунда Федерасьйон | 32        | 14        | —     | —     | —         | —         | 32     | 14     |
| Кадіс Б           | Всього            | Всього              | 46        | 14        | 0     | 0     | 0         | 0         | 46     | 14     |
| Кадіс             | 2023–24           | Ла-Ліга             | 1         | 0         | 0     | 0     | —         | —         | 1      | 0      |
| Кадіс             | 2024–25           | Сегунда Дивізіон    | 1         | 0         | 0     | 0     | —         | —         | 1      | 0      |
| Кадіс             | Всього            | Всього              | 2         | 0         | 0     | 0     | 0         | 0         | 2      | 0      |
| Вільярреал Б      | 2024–25           | Прімера Федерасьйон | 29        | 17        | —     | —     | —         | —         | 29     | 17     |
| Вільярреал        | 2024–25           | Ла-Ліга             | 3         | 1         | 0     | 0     | —         | —         | 3      | 1      |
| Всього за кар'єру | Всього за кар'єру | Всього за кар'єру   | 80        | 32        | 0     | 0     | 0         | 0         | 80     | 32     |